# Aixurreixixi I

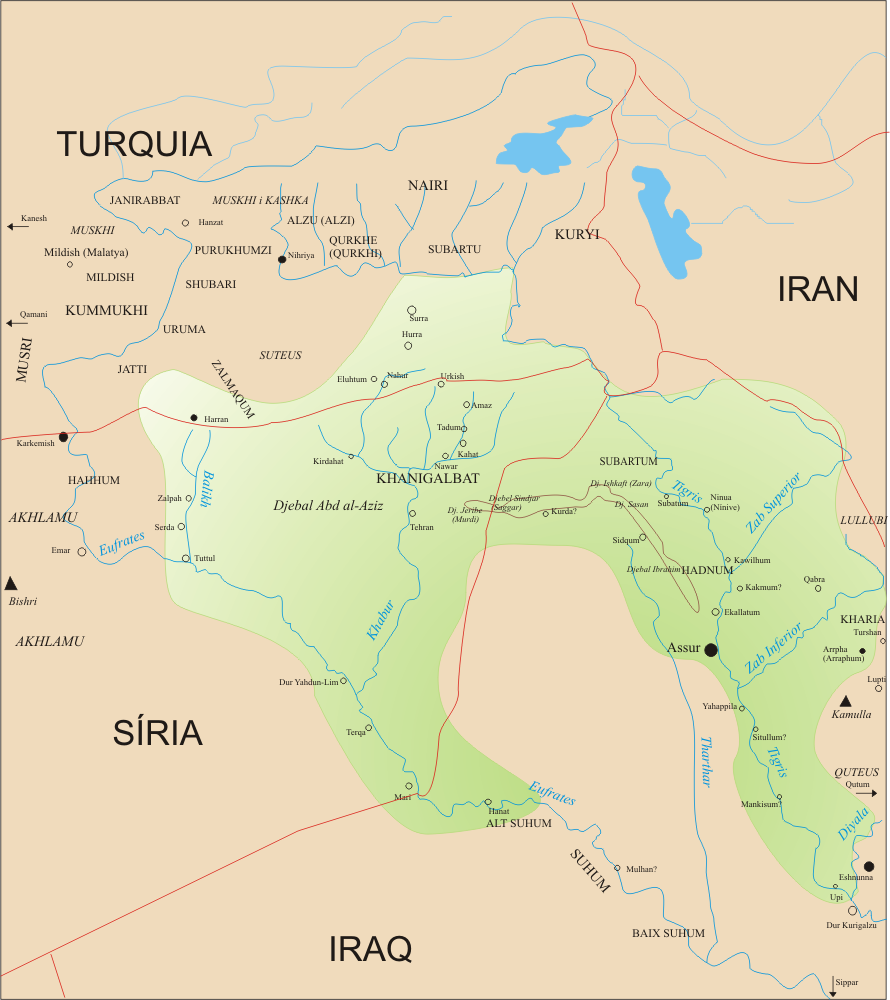
Assíria durant el govern d'Ashurreshishi

Aixurreixixi I o Aššur-reš-iši I va ser rei d'Assíria segurament entre el 1132 aC i el 1116 aC. Segons la Llista dels reis d'Assíria, era fill de Mutakkilnusku al que va succeir a la seva mort.
El rei d'Elam Shilkhak-Inshushinak I (que va regnar del 1150 aC al 1120 aC aproximadament) va aprofitar els conflictes successoris d'Assíria i va atacar el seu territori apoderant-se dels territoris al nord del Diyala i fins al nord del Zab, a la ciutat d'Arrapha o Arrapkha, prop de la moderna Kirkuk, que va caure a les seves mans potser el 1132 aC. Però enfrontats els elamites a una revolta, el rei de la nova dinastia de Babilònia (anomenada dinastia d'Isin), Ninurtanadinxumi (1131-1125 aC) va aprofitar per fer la guerra a Elam i va derrotar a aquest regne de manera decisiva, obligant als elamites a retirar-se al seu propi territori. Shilhak-Inshushinak va perdre totes les seves conquestes incloent les que havia fet a Assíria.
Llavors Aixurreixixi I va fer campanyes contra els arameus i els muskhi a l'oest, i contra els lulumu (lullubi?) i guti ((quteus) a l'est, arribant fins a les muntanyes de Zagros. Sembla que anteriorment aquestos pobles havien estat dependents d'Assíria però s'havien independitzat als darrers ants. Va fundar una nova ciutat anomenada Apku, propera a la moderna Mossul, i es va anomenar a si mateix com «el Venjador d'Assíria». No obstant, les victòries no van ser decisives doncs en regnats posteriors tornen a aparèixer els mateixos enemics. Assegurades les fronteres a l'oest i est, es va girar contra el tradicional enemic del sud, Babilònia, on des de potser el 1125 aC regnava Nabucodonosor, enfortit per la victòria del seu estat sobre els elamites. La lluita s'hauria tingut no a la baixa Mesopotàmia sinó a l'alta, i els assiris haurien aconseguit l'avantatge.
Sobre altres fets del seu regnat només se sap que va restaurar el temple d'Ixtar a Assur. A la seva mort el va succeir el seu fill Teglatfalassar I segons la Llista dels reis d'Assíria.